# Fundulopanchax avichang
Fundulopanchax avichang là một loài cá Killi châu Phi chủ yếu sinh sống trong các hồ nước tạm nhỏ ở hệ thống thoát nước sông Ecucu. Đây là loài bản địa Guinea Xích Đạo. Cá trưởng thành dài tối đa khoảng 2,6 xentimét (1,0 inch). Các cặp sinh sản phần lớn thường đẻ trướng trên đáy nhưng đôi khi đẻ trong rễ các loài cây thủy sinh nổi tự do.